# Corralito (cementerio)

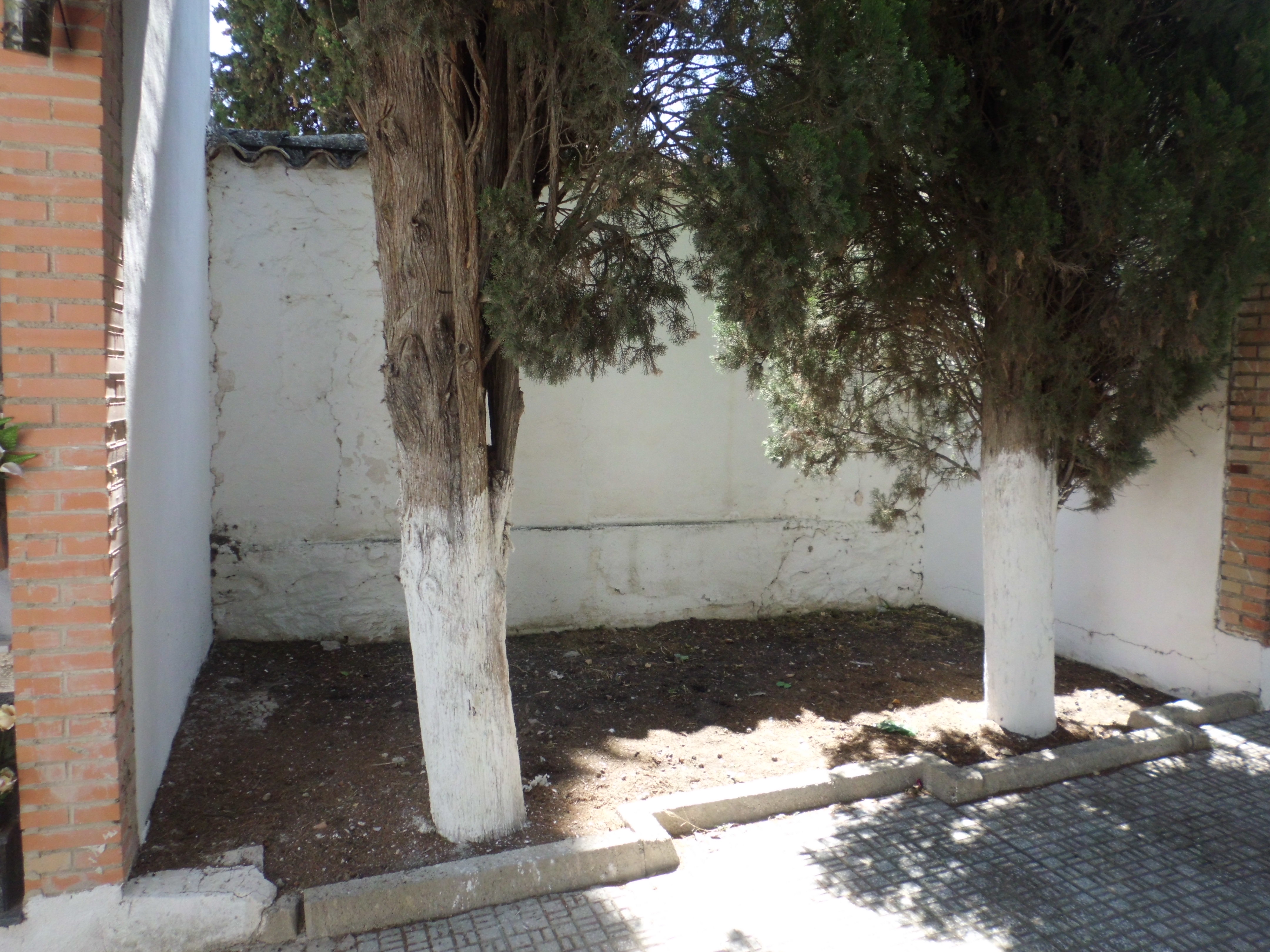
Aspecto actual de un antiguo «corralito» (fotografía de junio de 2016).

Se denomina corralito, corralino (en Ex.), corral de los ahorcados o corral de los suicidas al espacio anejo al cementerio católico en que, conforme al Ritual Romano de Pablo V (1605-1621), debían ser enterrados los apóstatas notorios o los notoriamente adscritos a sectas heréticas o cismáticas, a la masonería u otras sectas condenadas; los excomulgados o entredichos tras la correspondiente sentencia condenatoria, los suicidas, los muertos en duelo o como consecuencia del mismo, los que pidieron ser incinerados y otros «pecadores públicos» y manifiestos.
No debe confundirse con el «cementerio civil», creado en España por Real Orden de 18 de mayo de 1897, según la cual todos los municipios con más de seiscientos habitantes o cabezas de partido judicial debían contar con un espacio dedicado a aquellas personas que, en lo sucesivo, tomaran la decisión de no ser enterradas en recintos católicos.

## Expedientes de negación de sepultura eclesiástica
Se conservan en los archivos muchos de estos expedientes, a menudo especialmente prolijos, en que el cura párroco del lugar, «en uso de las facultades que le concede el Obispado», denegaba la sepultura eclesiástica del fallecido, generalmente un varón que se había quitado la vida. Una vez finalizado, era remitido al alcalde, obispo de la diócesis y gobernador civil de la provincia.

[…] que entre los documentos encontrados en uno de los bolsillos del fallecido, este manifiesta que atenta contra su vida por los padecimientos y que no culpe a nadie de su muerte. 
Declaramos, pues, no ser digno de ser inhumado en el cementerio católico de este pueblo, oficiando acto seguido al señor alcalde presidente para que mande se dé al cadáver sepultura en el cementerio profano.

Archivo parroquial de Ibahernando, Cáceres.

## Menciones literarias
Y como una vez, por haberse quitado uno la vida, le preguntara el padre del suicida, un forastero, si le daría tierra sagrada, le contestó:
—Seguramente, pues en el último momento, en el segundo de la agonía, se arrepintió sin duda alguna.

Miguel de Unamuno, San Manuel Bueno, mártir.